# 大和町 (中野區)
大和町（日语：／ Yamatochō */?）是東京都中野區的町名。現行行政地名為大和町一丁目至大和町四丁目。2013年（平成25年）10月1日為止的人口有15,229人。

## 地理
位於東京都中野區西北部。東部與中野區野方一、二丁目之間以環七通為界。北部與中野區野方五丁目、若宮之間以妙正寺川為界。西鄰中野區白鷺與杉並區阿佐谷北。南部與杉並區高圓寺北之間以早稻田通為界（但大和町一丁目一部分是在早稻田通南側的飛地）。町內多為住宅地，雖然住宅密集，但也有被指定為生產綠地的農地存在。

## 交通
町內沒有鐵路車站，可利用中央線快速與中央、總武緩行線高圓寺站，西武新宿線野方站、都立家政站。另可利用早稻田通與環七通的巴士。

## 設施
- 中野區立大和區民活動中心
- 東京消防廳野方消防署大和出張所（救急隊無）

## 備註
1. ↑  .   [2013-10-08]. （原始内容存档于2015-06-10）.
2. ↑  生産緑地地區-中野區 （页面存档备份，存于），2013年5月28日閲覧。